# Мазиха (река)
Ма́зиха — река в России, протекает по Ростовскому району Ярославской области. Впадает с запада в озеро Неро. Исток берёт севернее деревни Жоглово, проходя через безымянный водоём, в народе называемый БСР или Шурскольское водохранилище. Длина реки составляет 8,7 км.
Раньше река называлась Вздеринога.
Населённые пункты около реки: Шурскол, Пашино, Жоглово, Ломы, Анциферово, Львы, Песочное.
В районе села Львы река пересекает железнодорожную линию Москва — Ярославль и федеральную автомагистраль М8 «Москва — Архангельск».